# Scuola Vaticana di Paleografia, Diplomatica e Archivistica
Scuola Vaticana di Paleografia, Diplomatica e Archivistica (česky Vatikánská škola paleografie, diplomatiky a archivnictví) je školou v oboru pomocných věd historických, kterou založil papež Lev XIII. roku 1884 při Vatikánském tajném archivu.

## Historie
Školící středisko bylo založeno jako oddělení Vatikánského tajného archivu papežem Lvem XIII. dne 1. května 1884. Cílem bylo vytvořit školu pro paleografii a srovnávací historii, aby mladí duchovní mohli získat komplexní další vzdělání. Iniciátorem vzniku školy byl Isidoro Carini (1843–1895), ve své době uznávaný historik a paleograf.
Od roku 1896 škola nabízela výzdobu rukopisů. V roce 1923 papež Pius XI. rozšířil školu o oddělení archivnictví. V roce 1953 byla škola reformována papežem Piem XII. V roce 1968 papež Pavel VI. přemístil sídlo školy do Cortile del Belvedere poblíž Vatikánské apoštolské knihovny a školu zaštítil kardinál knihovník a archivář Svaté římské církve. V roce 1976 bylo řízení školy svěřeno prefektovi Vatikánského tajného archivu a Pavel VI. definitivně uzákonil jednací a studijní řád, který platí dodnes.

## Kurzy nabízené školou
- dvouletý kurz paleografie, diplomatiky a archivnictví
- roční kurz řecké paleografie
- roční kurz archivnictví (od roku 1953)

## Významné postavy badatelů a profesorů
Bruno Katterbach, Giulio Battelli, Josef Grisar, Lájos Pásztor, Agostino Paravicini Bagliani, Sergio Pagano, Alessandro Pratesi

## Absolventi Vatikánské školy Paleografie a diplomatiky z českých zemí a Slovenska
(seznam je úplný do roku 1986)
- dvouletý kurz: Zdeněk Kristen (1936), Ignác Zelenka (1942), Pavel Kohout (1945), Augustin Huber (1950), Josef V. Koudelka (1955), Jaroslav V. Polc (1963).
- jednoroční kurz archivnictví: Josef Kutny (1971), Jozef Rydlo (1972), Ján Homola (1973), Pavel Petr Sebor (1981), Jaroslav Poláček (1985), Ľuboslav Hromják, Dušan Kolenčík (2006), Martin Bošanský (2012).

## Obdobné vzdělávací instituce
- Archivschule v Marburgu
- Bayerische Archivschule v Mnichově
- École nationale des chartes v Paříži
- Institut für Österreichische Geschichtsforschung ve Vídni
- Státní archivní škola v Praze (zrušená)